# Кораган
Кораган (азерб. Qorağan ) — селение в Кахском районе Азербайджана.

## Население
Население 1284 человек (01.01.2012). Национальный состав: азербайджанцы — 98 %, ингилойцы (грузины) — 2 %. Конфессиональный состав: мусульмане — 98 %, христиане — 2 %.
В 30-е годы XX века большая часть христианского населения — ингилойцы — переселились в село Шамтацкаро (бывший Анагар Кораган) Цителцарского района Грузии.

## Экономика
Основное занятие жителей деревни — животноводство и растениеводство. Раньше, при Советском Союзе, в колхозе, в состав которого входили населённые пункты Кораган и Шотовар, население в основном выращивало табак, пшеницу и (фундук), параллельно с этими ещё занимаясь птицеводством и шелководством. После развала Советского Союза колхоз был приватизирован населением, и все эти занятия стали индивидуальными. Объём выращивания табака и пшеницы значительно снизился. Природные условия позволяют выращивать разные виды фруктов, овощей и бахчевых растений.
В Корагане запущен комбинат по обработке и бутилизированию воды с лечебным эффектом для желудочно-кишечной и пищеварительной систем, добываемой из минерального источника Кабан булак.

## География
Село Кораган расположено в 17 километрах от районного центра города Кахи (азерб. Qax (şəhər)) в предгорьях Большого Кавказа. С трёх сторон текут речки Гулазад, Аджи и Алазани.
В Корагане есть медпункт, детский сад, средняя школа (носит имя Сефа Рахимова), представительство районной исполнительной власти и клуб. 

## Территория
Площадь 20 км2. Граничит с населенными пунктами Шотовар, Ляляли, Марсан, Алибейли и Алмалы.
В селе Кораган находятся минеральные источники Говаг булаг и Гой булаг.